# Andong

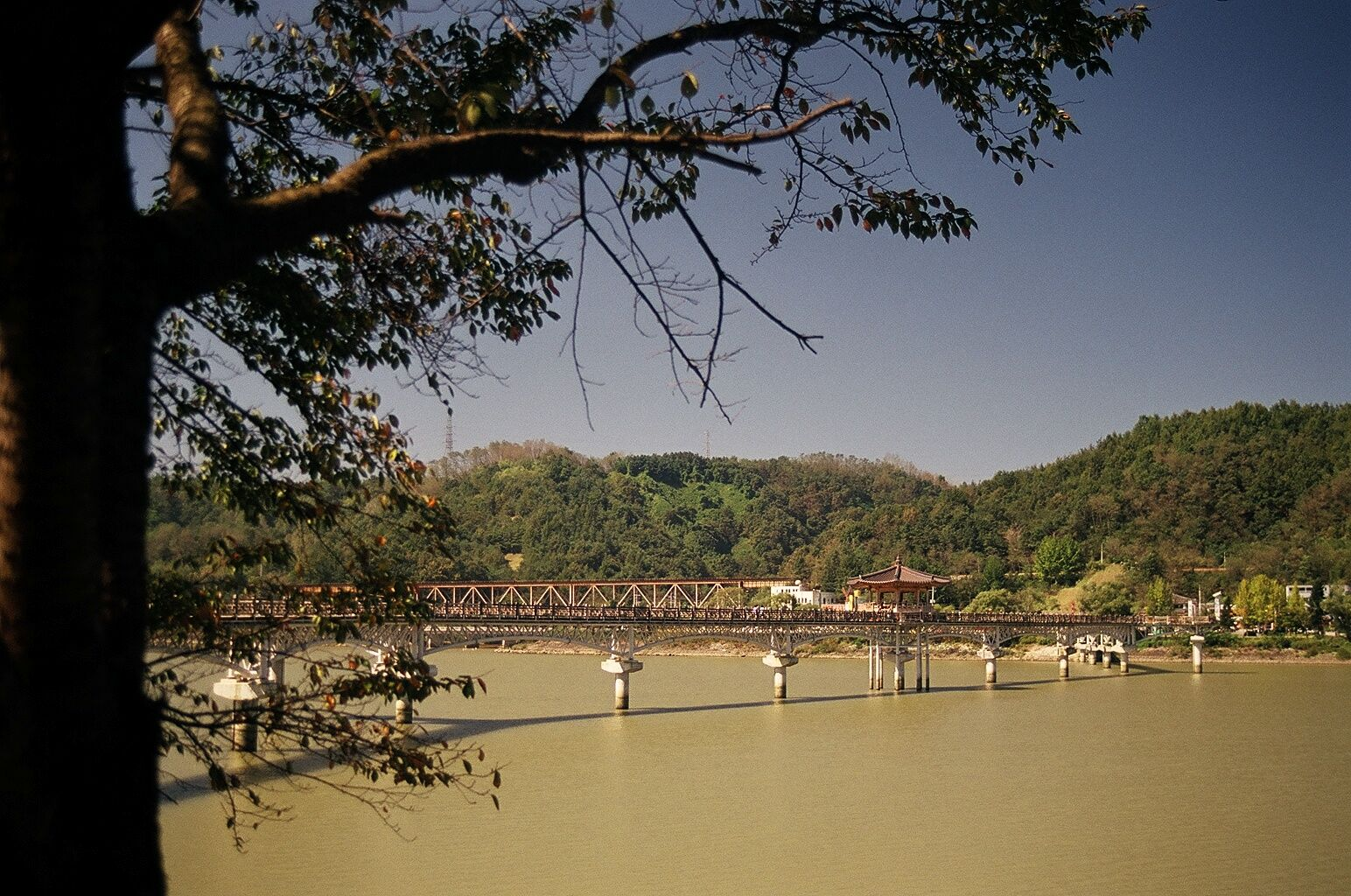
Ponte em Andong

Andong é uma cidade localizada na província Gyeongsang do Norte na Coreia do Sul. É a capital desta província, sendo a maior cidade na parte norte dela, com uma população de aproximadamente 185.000 habitantes. 
A cidade é conhecida como um centro da cultura tradicional coreana. Todos os anos em outubro é realizado o Festival de danças e máscaras de Andong, com várias apresentações de danças tradicionais coreanas e também de outros países.
Durante sua visita ao país em 1999, a rainha Elizabeth II do Reino Unido visitou a cidade e lá celebrou seu aniversário. Há uma exibição sobre a histórica visita no Museu Soju de Andong. O soju de Andong é considerado um dos melhores em todo o país.